# Ulrichstein
Ulrichstein település Németországban, Hessen tartományban. Lakosainak száma 3019 fő (2023. december 31.).

## Népesség
A település népességének változása:
| Lakosok száma | 3017 | 2995 | 2985 | 2926 | 3028 | 3019 |
|               | 2015 | 2017 | 2019 | 2021 | 2022 | 2023 |